# Metandrostenolon
Metandrostenolon är en anabol steroid som bland annat säljs under varunamnen metandienon, Averbol, Dianabol, Danabol och DBOL. Metandrostenolon kallas även ryssfemmor eller "ryssar", ett slanguttryck som kommer från att de tidigare var rysktillverkade och att tabletterna innehåller 5 milligram vardera av den verksamma substansen, metandrostenolon.
Denna substans är olaglig för enskilt bruk i Sverige, men är receptfri bland annat i Mexiko, Ryssland, Turkiet och flera länder i Afrika.  Tillverkas främst i Asien, östra Europa och Mexiko.